# Comuna de Wyryki
Wyryki (polaco: Gmina Wyryki) é uma gminy (comuna) na Polónia, na voivodia de Lublin e no condado de Włodawski. A sede do condado é a cidade de 1999.
De acordo com os censos de 2004, a comuna tem 2888 habitantes, com uma densidade 13,2 hab/km².

## Área
Estende-se por uma área de 219,52 km², incluindo:
- área agrícola: 39%
- área florestal: 54%

## Demografia
Dados de 30 de Junho 2004:
|                      | Total   | Total | Mulheres | Mulheres | Homens  | Homens |
| -------------------- | ------- | ----- | -------- | -------- | ------- | ------ |
|                      | pessoas | %     | pessoas  | %        | pessoas | %      |
| População            | 2888    | 100   | 1465     | 50,7     | 1423    | 49,3   |
| Densidade (pop./km²) | 13,2    | 100   | 6,7      | 6,7      | 6,5     | 6,5    |

De acordo com dados de 2002, o rendimento médio per capita ascendia a 1346 zł.

## Comunas vizinhas
- Dębowa Kłoda, Hanna, Hańsk, Podedwórze, Sosnówka, Stary Brus, Włodawa, Włodawa